# موفق جمعة
موفق توفيق جمعة من مواليد بلدة حوش عرب في ريف دمشق شغل عدة مناصب رياضية وشغل أيضا منصب رئيس الاتحاد الرياضي العام وهو أعلى منصب رياضي في سوريا.
لمحة عن اللواء موفق جمعة:

## عنه
- ضابط برتبة لواء في الجيش العربي السوري من عام 1971 وحتى عام 2012
- مدير إدارة الإعداد البدني في الجيش العربي السوري من عام 2004 وحتى 2010
- خريج الكلية الحربية عام 1973
- مؤهل بدورة قيادة وأركان بالفترة 1990 – 1992
- خريج معهد متوسط تربية رياضية من دمشق بين 1978-1980
- اتبع دورة تخصص رياضية لمدة عام بمعهد إعداد القادة الرياضيين بالاتحاد السوفياتي سابقاً – مدينة لينينغراد
- لاعب ألعاب قوى بالفترة من 1974/1982 على مستوى منتخب سورية
- رئيس اتحاد ألعاب القوى بسورية منذ عام 1986 – 2005
- عضو المجلس الأولمبي الأسيوي حالياً منذ عام 2011 وحتى 2015
- رئيس الاتحاد الرياضي العام ورئيس اللجنة الأولمبية السورية منذ عام 2010 وحتى 2015 وانتخب لدورة ثانية رئيساً للاتحاد الرياضي العام حتى عام 2020
- عضو مجلس الشعب منذ 2016
دخل في السنوات الأخيرة في مماحكات مع الصحفيين على إثر انتقادات وجهت لأدائه وتراجع نتائج الرياضة السورية انتهى بعضها في المحاكم، حيث كان يطالب بتعويض عن التشهير الذي يتعرض له.ذاع صيته على إثر توقيع صلاح رمضان رئيس اتحاد الكرة السابق اتفاقية رياضية مع قطر في 2018، حيث أنكر علمه وموافقته عليها في حين يؤكد صلاح رمضان أنه كان على علم، والتي استقال على إثرها صلاح رمضان من رئاسة اتحاد كرة القدم ليخلفه فادي الدباس. كما أُجريت معه مقابلة مطولة على إذاعة شام إف إم على إثر خروج المنتخب من بطولة كأس آسيا 2019 والتي أشار فيها أنه لا يُحب كرة القدم.